# Seleção Espanhola de Rugby Sevens Feminino
A Seleção Espanhola de rugby sevens representa a Espanha nos torneios de rugby sevens. Gerida pela Federación Española de Rugby, é uma das seleções que compete na Série Mundial Feminina de Rugby Sevens, na Copa do Mundo de Rugby Sevens, nos Jogos Olímpicos e nos Jogos Europeus.

## Desempenho

### Jogos Olímpicos
| 2016  | Quartas de final   | 7                  | 6                  | 2                  | 0                  | 4                  |
| 2020  | Não se classificou | Não se classificou | Não se classificou | Não se classificou | Não se classificou | Não se classificou |
| 2024  | Não se classificou | Não se classificou | Não se classificou | Não se classificou | Não se classificou | Não se classificou |
| Total | 0 títulos          | 0/3                | 6                  | 2                  | 0                  | 4                  |

### Copa do Mundo
| 2009  | Semifinais       | 7   | 5  | 3 | 0 | 2 |
| 2013  | Semifinais       | 4   | 6  | 2 | 1 | 3 |
| 2018  | Quartas de final | 5   | 4  | 3 | 0 | 1 |
| 2022  | Rodada final     | 12  | 4  | 1 | 0 | 3 |
| Total | 0 títulos        | 0/4 | 19 | 9 | 1 | 9 |